# Paul Kessany
Paul Kessany (Lambaréné, 16 de março de 1985) é um futebolista profissional gabonense que atua como meia-defensor.

## Carreira
Paul Kessany fez parte do elenco da Seleção Gabonense de Futebol na Campeonato Africano das Nações de 2010.